# 金東郁
金 東郁（キム・ドンウク、朝鮮語: 김동욱、1916年4月16日または1918年4月16日 - 1973年4月23日または4月27日）は、大韓民国の教員、ジャーナリスト、政治家、実業家。第3・4・5代韓国国会議員。

## 経歴
現在の釜山市西区地域出身。建国大学（現・建国大学校）政経学部または法科卒。釜山私立培英学院教師、大韓青年団慶尚南道団長、独青慶尚南道総連盟委員長、太陽新聞（現・韓国日報）論説委員、青年新聞主幹、新政会本部組織部長、大韓農民会総本部社会局長、自由党政策委員、国会議員3期、第5代国会復興分科委員長、新韓党釜山西区党組織責任者を務め、1971年6月に釜山日報社長を務めた。
1973年4月27日、持病により釜山市西区の自宅で死去。享年55。

## エピソード
ソンビ・インテリ型の人間で、任期中に国会図書館に出入りすることが多かった。